# Newry City AFC
Newry City Association Football Club är ett nordirländskt fotbollslag och spelar i NIFL Championship. Fotbollsklubb grundades 2013. 

## Meriter
- NIFL Championship[1]
  - Vinnare (1): 2021/22
- Irish Cup[2]
  - Vinnare (0):
- Irish League Cup[3]
  - Vinnare (0):

## Trikåer
Hemmakit
| Hemmaställ | Hemmaställ | Hemmaställ |

## Placering tidigare säsonger
| Säsong  | Nivå | Liga                             | Placering | Referens | Notering                          |
| ------- | ---- | -------------------------------- | --------- | -------- | --------------------------------- |
| 2016/17 | 3.   | NIFL Premier Intermediate League | 2         | [ 4 ]    | Uppflyttad till NIFL Championship |
| 2017/18 | 2    | NIFL Championship                | 2         | [ 5 ]    | Uppflyttad till NIFL Premiership  |
| 2018/19 | 1    | NIFL Premiership                 | 12        | [ 6 ]    | Nedflyttad till NIFL Championship |
| 2019/20 | 2    | NIFL Championship                | 5         | [ 7 ]    | (pandemin)                        |
| 2020/21 | 2    | NIFL Championship                | x         | [ 8 ]    | (pandemin)                        |
| 2021/22 | 2    | NIFL Championship                | 1         | [ 9 ]    | Uppflyttad till NIFL Premiership  |
| 2022/23 | 1    | NIFL Premiership                 | 10        | [ 10 ]   |                                   |
| 2023/24 | 1    | NIFL Premiership                 | 12        | [ 11 ]   | Nedflyttad till NIFL Championship |

## Nuvarande spelartrupp
- Senast uppdaterad 31 augusti 2022